# Nova Mutum
Nova Mutum es un municipio brasileño situado en el estado de Mato Grosso. Tiene una población estimada, en 2021, de 48 222 habitantes.
Se localiza a una latitud 13º49'44" sur y a una longitud 56º04'56" oeste. Está a una altitud de 487.9 metros sobre el nivel del mar.
Es conocido por su vida nocturna. Posee una de las mayores salas de fiestas de la región.[cita requerida] También es conocido por albergar las etapas del campeonato matogrossense de arrancado[cita requerida] y también por realizar una de las mayores ferias agropecuarias del estado, la EXPOMUTUM, conocida por sus grandiosos shows nacionales, demostraciones de productos y negocios comerciales.[cita requerida]
Gran parte de su economía está orientada hacia la agricultura, haciendo de este municipio uno de los mayores productores de soja del estado de Mato Grosso y del Brasil.
En Nova Mutum están instaladas diversas industrias ligadas al sector agropecuario. De entre ellas destacan el frigorífico BRF, el matadero de cerdos que produce los productos de la marca Excelencia, así como la producción de pollos.
En cuanto a educación, el municipio cuenta con un campus de la Universidad del Estado de Mato Grosso (UNEMAT) que ofrece cursos de Administración, Ciencias Contables y Economía.
Se trata de un municipio con una alta tasa de crecimiento, donde la construcción civil está en constante producción, así como la venta de terrenos. En comparación del año 2006 al 2007 se elevó en más del 150%, según datos de la Prefectura Municipal.[cita requerida]